# GelreDome

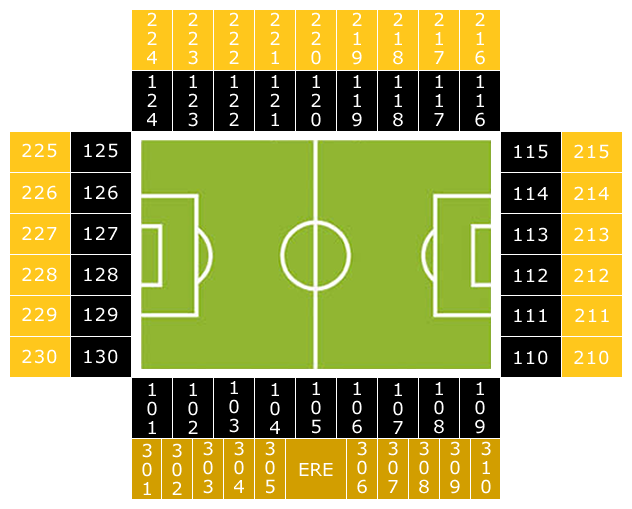

O GelreDome é um estádio localizado em Arnhem, na província neerlandesa de Guéldria. É a casa do time de futebol Vitesse.
Inaugurado em 25 de Março de 1998, tem capacidade para 32.500 torcedores.
Apesar de sua capacidade reduzida para shows (29.600), já recebeu vários concertos, tais como: U2, Madonna, Tiesto, Paul McCartney, Iron Maiden e Metallica, Roger Waters, entre outros.
Foi uma das sedes da Eurocopa 2000, co-realizada entre Países Baixos e Bélgica. É considerado um estádio 4 Estrelas pela UEFA mas está tentando tornar-se 5 Estrelas .

## Euro 2000
| Data        | Público | Seleção   | Placar | Seleção  | Fase    |
| ----------- | ------- | --------- | ------ | -------- | ------- |
| 11 de junho | 22 500  | Turquia   | 1–2    | Itália   | Grupo B |
| 17 de junho | 18 200  | Romênia   | 0–1    | Portugal | Grupo A |
| 21 de junho | 22 500  | Eslovênia | 0–0    | Noruega  | Grupo C |

## Links
- Site Oficial do Estádio

- Site Oficial do Clube Vitesse

- Foto por Satélite - Google Maps